# Пічинейка
Пічине́йка (рос. Пичинейка, ерз. Пиченейка) — присілок у складі Атяшевського району Мордовії, Росія. Входить до складу Кіржеманського сільського поселення.

## Населення
Населення — 19 осіб (2010; 22 у 2002).
Національний склад (станом на 2002 рік):
- росіяни — 82 %